# Jan Dalgiewicz
Jan Zdzisław Dalgiewicz (ur. 4 lipca 1942 w Radziwiu) – polski inżynier, polityk, menedżer, poseł na Sejm X kadencji (1989–1991).

## Życiorys
Ukończył Politechnikę Warszawską w 1964, uzyskując tytuł zawodowy magistra inżyniera mechanika. Od 1964 do 1972 pracował w Dolnośląskich Zakładach Wytwórczych Aparatury Precyzyjnej „Fael” w Ząbkowicach Śląskich. Od 1977 do początku lat 90. był dyrektorem naczelnym Jelczańskich Zakładów Samochodowych. W okresie 1995–1998 piastował stanowisko dyrektora Biura Obsługi Transportu Międzynarodowego w Ministerstwie Transportu i Gospodarki Morskiej.
Członek Polskiej Zjednoczonej Partii Robotniczej od 1964. W 1989 uzyskał mandat posła na Sejm kontraktowy z okręgu Wrocław-Psie Pole. Na koniec kadencji należał do Parlamentarnego Klubu Lewicy Demokratycznej, zasiadał w Komisji Łączności z Polakami za Granicą, Komisji Stosunków Gospodarczych z Zagranicą i Gospodarki Morskiej oraz Komisji Nadzwyczajnej do rozpatrzenia projektów ustaw związanych ze stabilizacją gospodarczą oraz zmianami systemowymi. Nie ubiegał się o reelekcję, podejmując działalność biznesową.
W 2001 objął stanowisko prezesa zarządu Pekaes S.A. Zajmował je do 2006, kiedy to został odwołany przez radę nadzorczą tej spółki. Bez powodzenia kandydował w 2010 do rady warszawskiej dzielnicy Wesoła z listy Sojuszu Lewicy Demokratycznej oraz (jako bezpartyjny) w 2014 na burmistrza Jelcza-Laskowic i do rady powiatu oławskiego z ramienia lokalnego komitetu.

## Odznaczenia i wyróżnienia
Uhonorowany tytułem „Lider Polskiego Biznesu 2004” przyznawanym przez Business Centre Club. W 2003 odznaczony Krzyżem Komandorskim Orderu Odrodzenia Polski. Otrzymał również Krzyż Komandorski Orderu Świętego Stanisława.